# Flutter Entertainment
Flutter Entertainment plc (trecut Paddy Power Betfair plc) este un bookmaker creat prin fuziunea Paddy Power și Betfair. Este listat la Bursa de Valori din Londra și este un component al indicelui FTSE 100. Funcționează sub diverse mărci, inclusiv Betfair, Paddy Power, Sportsbet, TVG și FanDuel.

## Legături externe
Materiale media legate de Flutter Entertainment la Wikimedia Commons
- Site web oficial